# リコーダーとともに
『リコーダーとともに』は、1982年4月6日から1983年3月22日までNHK教育テレビで放送されたテレビ番組である。

## 概要
初心者から中級者までを対象にリコーダーの正しい演奏技術を習得する講座番組であった。前期はソプラノリコーダーを使用し、バロック音楽を中心に指導した。後期はソプラノリコーダーとアルトリコーダーを使用し、ポピュラー音楽の合奏に挑戦した。

## 放送時間
隔週火曜日 18:00 - 18:30／隔週土曜日 18:00 - 18:30

## 講師
- 1982年　前期：花岡和生　　後期：山岡重治